# Годыха
Годы́ха (укр. Годиха) — село на Украине, основано в 1899 году, находится в Житомирском районе Житомирской области.
Население по переписи 2001 года составляет 396 человек. Почтовый индекс — 13016. Телефонный код — 4146. Занимает площадь 20 км².